# Liste des tournées de U2
 (août 2018).
Si vous disposez d'ouvrages ou d'articles de référence ou si vous connaissez des sites web de qualité traitant du thème abordé ici, merci de compléter l'article en donnant les références utiles à sa vérifiabilité et en les liant à la section « Notes et références ».
Cette page comprend toutes les tournées de concerts du groupe de rock irlandais U2.

## Listes des tournées
| Année(s)  | Titre                                           | Nombre d'étapes | Nombre de concerts | Documents officiels édités |
| --------- | ----------------------------------------------- | --------------- | ------------------ | --- |
| 1979–1980 | U2-3 Tour                                       | 1               | 11                 | |
| 1980      | 11 O'Clock Tick Tock Tour                       | 1               | 22                 | |
| 1980–1981 | Boy Tour                                        | 5               | 157                | - Live from Boston 1981 (album digital, compris dans The Complete U2) - Another Time, Another Place: Live at the Marquee London 1980 (album exclusif pour le fan club)                                                                      |
| 1981–1982 | October Tour                                    | 5               | 102                | |
| 1982–1983 | War Tour                                        | 5               | 109                | - Live at Red Rocks: Under a Blood Red Sky (vidéo) - Under a Blood Red Sky (album) |
| 1984–1985 | The Unforgettable Fire Tour                     | 6               | 113                | - Wide Awake in America (EP live et studio) |
| 1986      | A Conspiracy of Hope pour Amnesty International | 1               | 6                  | |
| 1987      | The Joshua Tree Tour                            | 3               | 109                | - Rattle and Hum (album et film rockumentaire) - Live from Paris (vidéo disponible dans The Joshua Tree box set) |
| 1989–1990 | Lovetown Tour                                   | 2               | 47                 | - Live from the Point Depot (album digital, comprise dans The Complete U2) |
| 1992–1993 | Zoo TV Tour                                     | 5               | 156                | - Zoo TV: Live from Sydney (vidéo) - Zoo TV Live (album exclusif pour le fan club) |
| 1997–1998 | PopMart Tour                                    | 4               | 93                 | - Please: PopHeart Live EP (EP live) - PopMart: Live from Mexico City (vidéo) - Hasta la Vista Baby! (album exclusif pour le fan club) |
| 2001      | Elevation Tour                                  | 3               | 113                | - Elevation 2001: Live from Boston (vidéo) - U2 Go Home: Live from Slane Castle (album exclusif pour le fan club) |
| 2005–2006 | Vertigo Tour                                    | 5               | 131                | - Vertigo: Live from Chicago (vidéo) - U2.Communication (album exclusif pour le fan club) - Vertigo 05: Live from Milan (vidéo fournie avec la version de luxe de U218 Singles) - U2 3D (film 3D)                                           |
| 2009–2011 | U2 360° Tour                                    | 7               | 110                | - U2360° at the Rose Bowl (vidéo) - Wide Awake in Europe (EP live) - U22 (album exclusif pour les fans inscrits sur le site web officiel de U2) - From the Ground Up (album exclusif pour les fans inscrits sur le site web officiel de U2) |
| 2015      | iNNOCENCE + eXPERIENCE Tour                     | 2               | 76                 | - Innocence + Experience: Live in Paris (vidéo) |
| 2017      | The Joshua Tree Tour 2017                       | 4               | 51                 | |
| 2018      | eXPERIENCE + iNNOCENCE Tour                     | 2               | 57                 | |
| 2019      | The Joshua Tree Tour 2019                       |                 |                    | |
| 2023      | U2:UV Achtung Baby Live at Sphere               | 1               | 40                 | |